# Xã Sonora, Quận Hancock, Illinois
Xã Sonora (tiếng Anh: Sonora Township) là một xã thuộc quận Hancock, tiểu bang Illinois, Hoa Kỳ. Năm 2010, dân số của xã này là 494 người.